# Kagamine Rin i Len
Rin i Len Kagamine (鏡音リン・レン Kagamine Rin Ren?) (CV02) són dos bancs de veu per al programa VOCALOID2 i VOCALOID4. Desenvolupats per Crypton Future Media amb la veu de la seiyuu; Asami Shimoda, per a la segona versió del programa de sintetització de veu VOCALOID llançats al mercat el 27 de desembre de 2007. Sent els següents després d'Hatsune Miku (CV01).
El seu nom és un veritable joc de paraules de caràcters japonesos: Kagami (鏡餅) = mirall, i Ne (ね) = so, juntes significarien "so en el mirall". A més, els seus noms fan referència a les paraules angleses Rin (Right) = Dreta; i Len (Left) = Esquerra. Per a aquest cas la interpretació andrógina de tots dos personatges representaria el so de tots dos costats d'un mirall.
El 18 de juliol de 2008 va ser posat en venda una segona edició «Kagamine ACT2» a causa de la baixa qualitat amb la qual va ser alliberada la seva primera versió. El 27 de desembre de 2010 va ser alliberat el seu paquet Append que inclou tres bancs amb diferents expressions pels dos, sent un total de 6 bancs de veu. El 29 d'octubre de 2015 es va confirmar que els kagamine tindran la capacitat de cantar en Anglès gràcies als seus bancs de veu English que estaran en venda al desembre del 2015 juntament amb la seva actualització per VOCALOID4 Rin i Len Kagamine V4X, el qual tindrà tres funcions noves, I.V.I.C.(Enhanced Voice Expression Control), la compatibilitat amb el paràmetre GWL (Growl - Grunyit) i la del paràmetre XSY (Cross-Synthesis).

## Història
Després de l'èxit de Hatsune Miku, Crypton Future Media tenia la intenció de projectar una Vocaloid amb veu d'una noia adolescent, però com no hi havia una llibreria masculina, van contractar a una actriu de veu que pot produir tots dos sons. Kagamine Rin va ser el primer banc desenvolupat, no obstant això, el paquet inclou dos bancs de veu: un per Rin i un altre per Len, tots dos proporcionats per la Seiyū Asami Shimoda (Shimoda Asami, 下田麻美), Kagamine Len es va donar a conèixer més tard, després del 3 de desembre de 2007. El paquet tenia el mateix preu que Hatsune Miku, a pesar que hi havia dos bancs de veu en la llibreria.

### ACT 2
El 12 de juny de 2008, Crypton va anunciar que l'edició actualitzada, cridada «ACT2», seria posat en llibertat a principis de juliol de 2008. Crypton Future Media va demanar disculpes per la mala qualitat dels bancs de veu originals Kagamine Rin/Len. El producte en si havia estat en producció entre abril i setembre de 2007 i no havia estat canviat des de llavors fins al seu alliberament. El següent mes d'abril es va continuar treballant en les veus. Crypton Future Media també es va comprometre a parlar més de prop amb els fans i mantenir-los al dia dels seus progressos al programari Vocaloid en el futur. La nova versió va ser llançada per resoldre problemes amb els bancs de veu originals que van afectar la seva capacitat de cantar amb claredat. La base de dades es va reorganitzar entorn de permetre que els bancs de veu manegin les mostres millor i Crypton Future Media va treballar molt per millorar les veus. Act2 era com una instal·lació independent, coexistint amb el programari inicial. La versió original del programari està ara retirat de la venda per Crypton Future Media.

### Kagamine Rin/Len Append
Amb el llançament d'Hatsune Miku Append, Crypton va anunciar el llançament d'una versió Append per Kagamine Rin i Len.
Append és una expansió del banc de veu original, creada amb la intenció de brindar emoció a la veu. Cada banc de veu append té una característica especial, la qual cosa permet a l'usuari poder expressar alguns sentiments més fàcilment.
Aquesta expansió va ser llançada al mercat el 27 de desembre de 2010. Cada Kagamine té 3 expansions, fent això que en total siguin 6 els Appends per a ells. Per poder instal·lar Append, és necessari comptar amb l'ACT 2. Kagamine Rin compta amb els appends: «Power», «Sweet» i «Warm»; mentre que Kagamine Len compta amb els appends: «Power», «Serious» i «Cold».

### Kagamine Rin/Len V4X
Després de la presentació de «LUKA V3» en la Miku Expo 2014 s'esmento que els següents a actualitzar serien Rin i Len. Després d'un mes, s'anuncia VOCALOID4 i que aquesta seriosa «LUKA V4X» per tant aquest projecte serà portat a dita motora. Fins a aquest moment es va confirmar la capacitat de grunyit, la incorporació de trifonos i funció I.V.I.C. Usant de base els ACT1. Es farà una retroalimentació amb l'alliberament de MIKU V4X Beta, i així, aconseguir informació per ajudar encara més en el desenvolupament de Kagamine V4X implementant els resultats. S'espera als KAGAMINE V4X pel 24 Desembre de 2015.
El 29 d'octubre de 2015 es va publicar la demostracions dels V4X usant els bancs Power EVEC amb el tema «Tòquio Zombie Land» a l'igual de donar informació respecte al contingut, es publiquessin 6 llibreries en japonès, el contingut del paquet Append és intacte, no obstant això les llibreries van ser millorades i se li va afegir la funció EVEC als bancs Power. La funció I.V.I.C. conté dues respiracions (curta i llarga), dos colors de veu (Power i Soft) i les noves funcions «Pronunciation Extension Function - Stronger Pronunciation» que permet canviar a una pronunciació més forta quan es passa de la consonant a la vocal pot donar a una tensió més forta que l'attack /template, mentre que la Stronger Pronunciation és meravellosa amb la funció Growl quan es vol crear un efecte de crit. Aquesta funció substitueix Consonant Extension Function que conté LUKA V4X.

### Kagamine Rin/Len V4 English
El 29 d'octubre es va confirmar llibreries en anglès pels kagamines, la qual podrà ser adquirida en format físic comprant el KAGAMINE V4X Bundle.
Va ser publicada la primera demostració l'11 de desembre, amb el tema «Starstruck», composta per MJQ i ShinRa.

## Versions
| Paquet                  | Llibreria          | Gènere musical recomanat                           | Tempo recomanat | Tessitura vocal |
| ----------------------- | ------------------ | -------------------------------------------------- | --------------- | --------------- |
| Kagamine Rin y Len      | Rin                | Electro-pop, Enka, Pop, rock                       | 85-175BPM       | F#3-C#5         |
| Kagamine Rin y Len      | Len                | Dance, Enka, Pop, rock                             | 70-175BPM       | D3-C#5          |
| Kagamine Rin y Len ACT2 | Rin ACT2           | Electro-pop, Enka, Pop, rock                       | 85-175BPM       | F#3-C#5         |
| Kagamine Rin y Len ACT2 | Len ACT2           | Dance, Enka, Pop, rock                             | 70-175BPM       | D3-C#5          |
| Kagamine Append         | Rin Power          | Rocks, Pops, Dance musics, Enka                    | 65-170BPM       | F3-B4           |
| Kagamine Append         | Rin Warm           | Soft rocks, Ballades, Pops, Folks                  | 60-170BPM       | F3-B4           |
| Kagamine Append         | Rin Sweet          | Soft rocks, Bossa Nova, French Pops, Ambient music | 55-170BPM       | G3-C5           |
| Kagamine Append         | Len Power          | Rocks, Pops, Dance musics, Enka                    | 65-175BPM       | A2-D4           |
| Kagamine Append         | Len Cold           | Soft rocks, Ballades, Pops, Folks                  | 60-175BPM       | B2-C4           |
| Kagamine Append         | Len Serious        | Post Rocks, Phsyke, Ambient music, Electrónica     | 55-175BPM       | A2-D4           |
| Kagamine V4X            | RIN V4X Power EVEC | Rocks, Pops, Dance musics, Enka                    | 50-170BPM       | F2-E4           |
| Kagamine V4X            | RIN V4X Warm       | Soft rocks, Ballades, Pops, Folks                  | 50-160BPM       | F2-C4           |
| Kagamine V4X            | RIN V4X Sweet      | Soft rocks, Bossa Nova, French Pops, Ambient music | 55-170BPM       | G2-D4           |
| Kagamine V4X            | LEN V4X Power EVEC | Rocks, Pops, Dance musics, Enka                    | 60-170BPM       | D2-D4           |
| Kagamine V4X            | LEN V4X Cold       | Soft rocks, Ballades, Pops, Folks                  | 60-175BPM       | E2-C4           |
| Kagamine V4X            | LEN V4X Serious    | Post Rocks, Phsyke, Ambient music, Electrónica     | 55-175BPM       | F2-C4           |
| Kagamine English        | RIN V4 ENG         | Soft rocks, Ballades, Pop                          | 55-155BPM       | G2-B3           |
| Kagamine English        | LEN V4 ENG         | Soft rocks, Ballades, Dance                        | 55-155BPM       | E2-G#3          |

## Concepte de disseny
En un inici, Crypton Future Media va tenir la intenció de vendre aquests bancs de veu amb el concepte de bessons. La raó d'això van ser els treballs de diversos productors, que interpretaven al duo de diferents formes, ja sigui com a germans bessons, amants, reflexos, entre d'altres. Així que al final va decidir que cada qui ho interpreti com vulgui, ja que al final la majoria de la gent els veu com a germans o amics. KEI va dissenyar a tots dos sota el concepte de "imatges reflectides", a més que se li va brindar informació sobre la seva edat i se li va demanar la imatge d'androides. El primer disseny va ser el de Rin, i Len va ser dissenyat després, basant-se en la imatge de la seva contra-part femenina.
En el seu disseny original, els seus "escalfadors de cames" pretenen simular altaveus. A més d'això, sol dibuixar-se a Len amb un teclat a la mà, el qual és un Yamaha KX5. De fet, d'aquest teclat han sorgit alguns elements per a tots dos Kagamines. Fins al dia d'avui segueixen sent els Vocaloids més coneguts després de Miku.

## Esdeveniments

### Concerts al Japó
El primer concert on va participar Kagamine Rin va ser al Miku FES'09 que es va realitzar el 31 d'agost del 2009, tot i que només va fer un camafeu a la cançó Toaru Shoufu no Koi junt a Hatsune Miku. Després, el 9 de març del 2010 al Miku no Hi Kanashasai 39's Giving Day tots dos van tenir més participació al interpretar cançons com: Meltdown, Kokoro, Butterfly on Your Right Shoulder i Promise. Més tard van tenir participació en el Hatsune Miku Live Party 2011 (Mikupa) realitzat a Tokyo el 9 de març del 2011 amb les cançons  Rin Rin Signal, Melancholic, SPICE! , Fire◎Flower y trick and treat entre d'altres.

### Concerts al Estranger
Fora del Japó van debutar a Los Angeles, Estats Units, al concert Mikunopolis amb la cançó Butterfly on Your Right Shoulder. També han tingut concerts a Singapur, Hong Kong, Taiwan, Indonesia, Nova York i Shanghai.

### Tono Kagamine
Un esdeveniment únic anomenat Kagamine Neiro es va celebrar a Tokio el 25 de novembre del 2012, com a part de la promoció del nou àlbum :"Collection- Futari no uta -RL DUO".